# Cadillac Eldorado Brougham

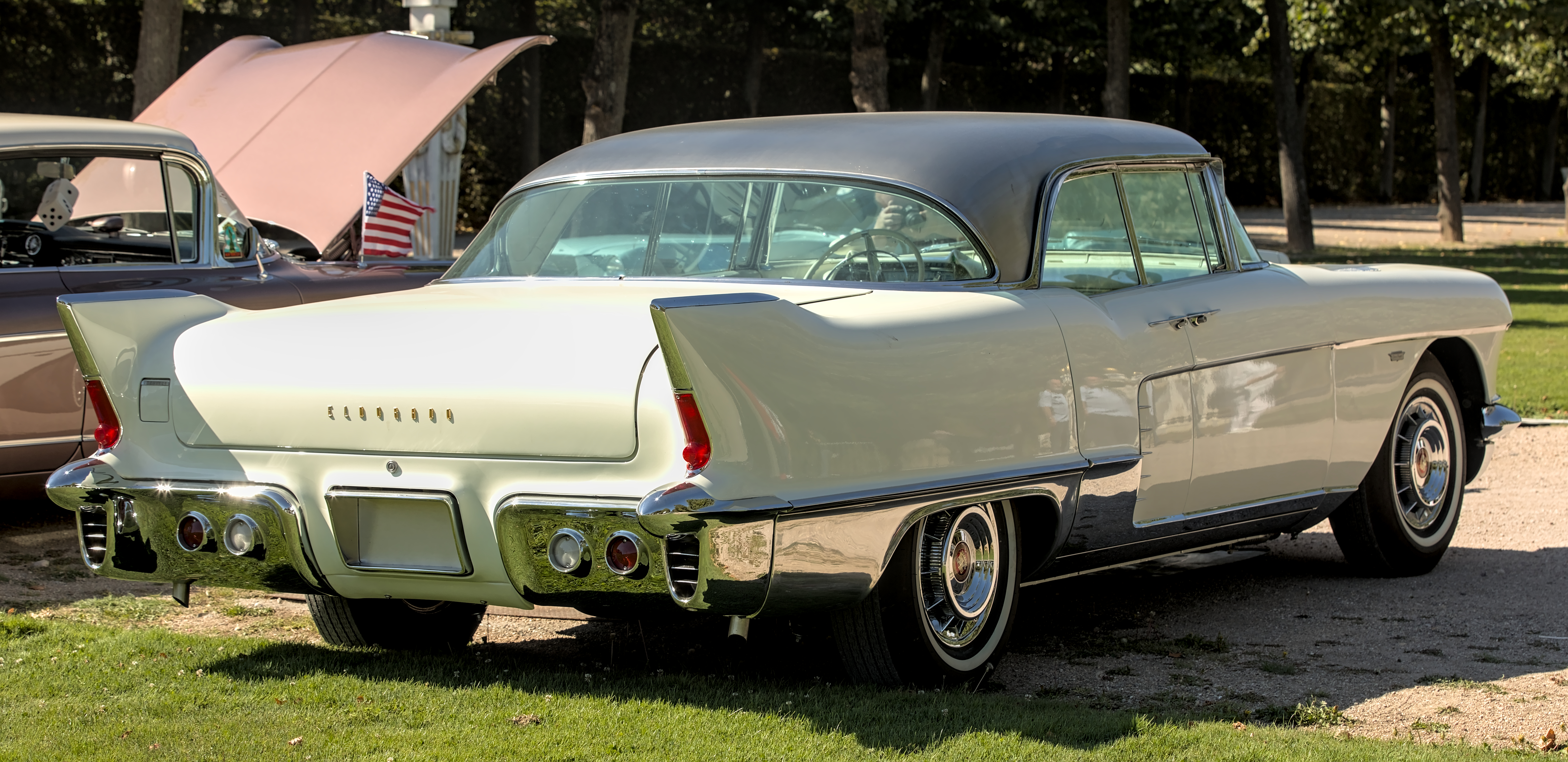
Heckansicht

Der Cadillac Eldorado Brougham war eine viertürige Hardtop-Limousine der obersten Preiskategorie, die der US-amerikanische Automobilhersteller General Motors unter der Automobilmarke Cadillac von 1957 bis 1960 in drei Versionen hergestellte.

## Modelle

### Serie 1 (1957 und 1958)

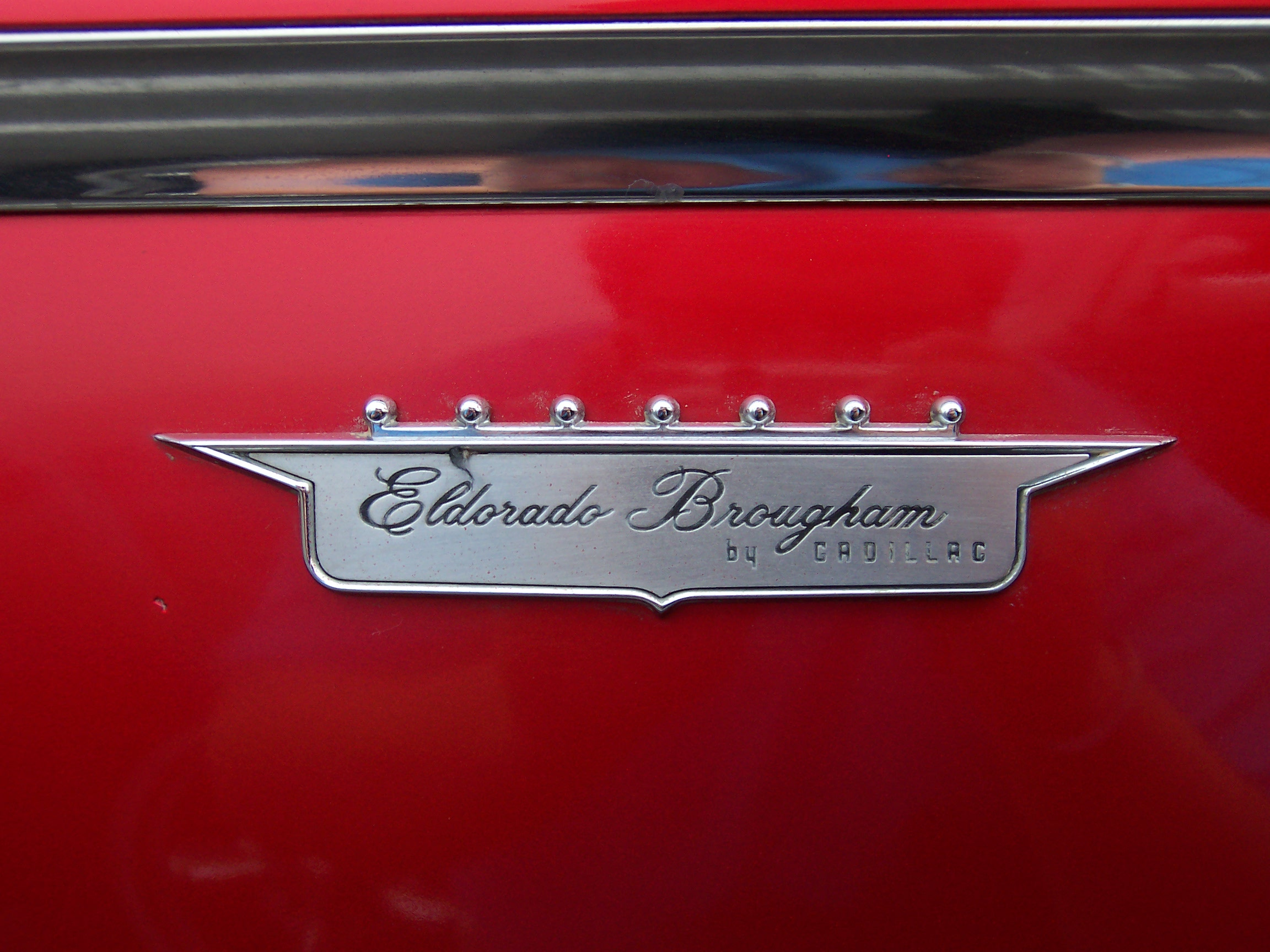
Logo

Der erste Eldorado Brougham ging auf mehrere Designstudien zurück, unter ihnen der Cadillac La Espada, der Cadillac Park Avenue und das Cadillac Eldorado Brougham Town Car, die den Karosseriestil des Brougham vorwegnahmen.
Im Januar 1957 präsentierte Cadillac als Spitzenmodell der Marke und des Konzerns den Eldorado Brougham. Der Preis von 13.074 US-Dollar lag um 10.000 US-Dollar niedriger als die Herstellungskosten, um das Fahrzeug für den Käufer überhaupt erschwinglich zu machen. Dieser Betrag entsprach damals dem Preis von sieben VW Käfern, nach heutiger Kaufkraft etwa 120.754 Euro. Mit der Vorstellung des Modells führte der Hersteller Doppelscheinwerfer ein. Um für diese eine Zulassung in den USA zu bekommen, mussten die Zulassungsgesetze geändert werden. Bis zu diesem Zeitraum waren nur Einfachscheinwerfer zulässig.
Gegenüber den regulären Cadillac-Limousinen des Modelljahrs 1957 zeichnete sich der Eldorado Brougham durch sein komplett umgestaltetes Dach aus poliertem Edelstahl, die hinten angeschlagenen Fondtüren (im Deutschen so genannte Selbstmördertüren) und andere Heckflossen aus; die Flossen des Eldorado Brougham nahmen in der Regel die Ausführungen der nächstjährigen regulären Cadillac-Modelle vorweg. Ferner war die Ausstattung umfangreicher, denn unzählige elektrische Motoren machten sowohl das Ein- und Aussteigen, das Öffnen des Kofferraums und der Motorhaube, als auch die Sitzverstellung so angenehm wie möglich. Für die Beifahrerin befand sich ein Parfumvaporisateur und ein kleiner Taschentuchspender im Handschuhfach. Für den Innenraum gab es 125 verschiedene Farbkombinationen, um den Käufern ein individuelles Design seines Brougham bieten zu können.
Technisch unterschied sich der Eldorado Brougham in erster Linie durch einen geänderten, um 89 mm kürzeren Rahmen und die serienmäßige Luftfederung, die allerdings sehr anfällig war. Es kam des Öfteren vor, dass die Luftfederung versagte und man seinen Brougham in die Werkstatt bringen musste. Auf Grund der hohen Anfälligkeit der Federung verbaute Cadillac kostenlos eine neue Stahlfederung. Für den Antrieb sorgte im ersten Jahr der auch in den anderen Cadillac-Modellen gegen Aufpreis verbaute Sechsliter-V8 mit zwei Doppel-Registervergasern und 325 brutto SAE-PS.
Für das Modelljahr 1958 gab es einige kleinere Änderungen an der Technik. Im Motorraum saß jetzt eine Version des Sechsliters mit drei Doppelvergasern und 345 brutto SAE-PS.

### Serie 2: 1959

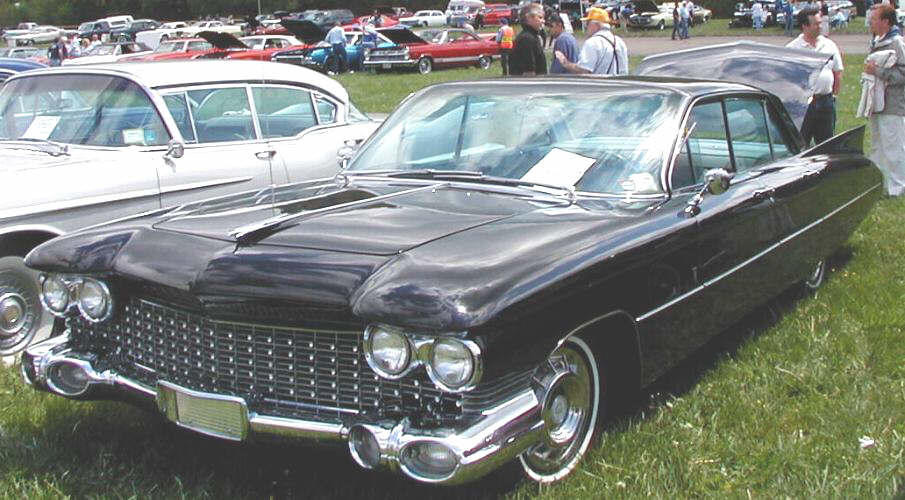
Eldorado Brougham, Modelljahr 1959

Die Modelle 1959 (eingeführt im März 1959) und 1960 ruhten auf dem regulären Cadillac-Rahmen (Radstand 3302 mm) und wurden aus Kostengründen, aber auch um zusätzliche Exklusivität zu vermitteln, bei Pininfarina in Turin gefertigt. Pininfarina war auch für die Gestaltung der Karosserie verantwortlich. Stilistisch ähnelte sie abgesehen von der Form des Dachs und der Heckflossen den regulären Cadillacs. Im Detail nahm sie allerdings Gestaltungsmerkmale der folgenden Modelljahre vorweg. Zum Einsatz kam, wie in den parallel produzierten Cadillac Eldorado Biarritz und Seville, eine Variante des neuen 6,4-Liter-V8, die es mit drei Doppelvergasern auf 345 brutto SAE-PS brachte. Damit beschleunigte der 2361 kg schwere Wagen in 10,5 Sekunden von 0 auf 60 mph (96 km/h). So motorisiert erreichte er eine Höchstgeschwindigkeit von 193 km/h. Der Cadillac war rundherum mit Trommelbremsen ausgestattet und verfügte über Bremskraftverstärker und Servolenkung. Eine Klimaanlage und eine Luftfederung gehörten wie in den Vorjahren zur Serienausstattung.

### Serie 3: 1960
Das Modell 1960 machte die grundsätzlichen Designänderungen der regulären Cadillac-Modelle mit, erhielt aber eine stark akzentuierte Zierkante im Bereich der unteren hinteren Kotflügel, die man ab 1961 an allen Cadillac-Modellen wiedersah. Mit dem Ende des Modelljahres 1960 wurde der Eldorado Brougham aus dem Programm genommen. Insgesamt waren 904 Exemplare entstanden.

## Stückzahlen
- Modelljahr 1957: 400 Stück
- Modelljahr 1958: 304 Stück
- Modelljahr 1959: 99 Stück
- Modelljahr 1960: 101 Stück[2]